# Боніт Клермонський
Боніт Клермонський (фр. Bonnet de Clermont, лат. Bonitus; бл. 623 — бл. 710) — державний і церковний діяч Франкської держави, єпископ Клермона, католицький святий.

## Життєпис
Походив зі знатного галло-римського роду Авітіїв з Оверні. Його предки були сенаторами. Народився близько 623 року. В подальшому здобув ґрунтовну освіту, насамперед з граматики, філософії та римського права. У 639 році призначається нутрітом (вихователем) короля Сігіберта III. Потім призначається на посаду королівського референдаря. Перебував на цій посаді до 656 року. Потім був канцлером.
680 року призначається патрикієм Провансу і префектом Марселю. Багато зробив для поліпшення місцевого господарства, приділяв увагу становищу нижчих станів, зокрема активно викупав рабів.
691 року після смерті брата Авіта II обирається новим єпископом Клермона. Тоді ж пішов з посади патрикія. Сприяв поширенню культу святих з Оверні. 701 року склав з себе сан єпископа, перебравшись до монастиря в Мангльє. Здійснив прощу до Риму, на зворотному шляху близько 710 року помер у Ліоні. Нині його мощі зберігаються в Клермонському соборі.